# Metalloinvest
Metalloinvest (russe : Металлоинвест) est une entreprise russe sidérurgique. Le groupe produit en amont du minerai de fer, le traite et l'envoie dans ses unités sidérurgiques spécialisé dans les métaux ferreux avant de vendre les produits semi-finis ou finis. Il comprend des fonctions et services destinés à l'investissement financier.
En 2012, le groupe se présentait comme leader mondial pour le HBI, troisième pour les pellets, et 5e pour le minerai de fer. Selon Rudprom il a cette année-là produit 38 % du minerai broyé et concentré de fer, 58 % des pellets de minerai de fer et 100 % des HBI et DRI utilisés en Russie. La société a aussi produit 8 % de l'acier brut de Russie. Pour le second trimestre 2013, la production annoncée par la holding était de 9 653 000 t (plus qu'un an avant, 9 545 000 t). En 2022, le chiffre d'affaires de la société s'élève à 1,2 milliard d'euros.

## Histoire du groupe

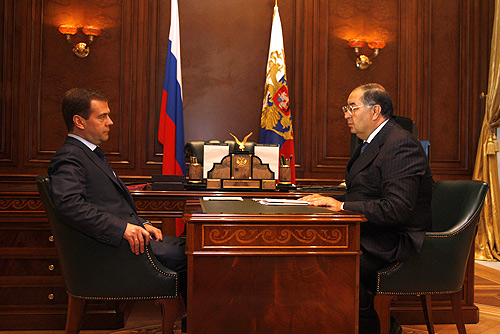
Alicher Ousmanov avec Dimitri Medvedev
(9 septembre 2008, au tout début de la crise de 2008)

Ce groupe a été fondé en 1999 par le milliardaire et oligarque russe Alicher Ousmanov. De 1999 à 2007, cette entité a regroupé les actifs du complexe minier Mikhailovsky GOK à ceux d'Ural Steel, de Gazmetall JSC du complexe minier de Lebedinsky GOK (ou LGOK), de l'usine Oskol Electrometallurgical (ou OEMK).
En 2007, le groupe a finalisé son usine de HBI (pour le complexe Lebedinsky GOK). Il a aussi amélioré le processus de flottation du concentré de minerai.
En 2008, la  société anonyme Gazmetall a été restructuré en une « holding » Metalloinvest dont le statut juridique est passé de celui de Joint Stock Company (JSC) « fermée » à celui de JSC « ouverte », alors qu'Ural Steel construisait un nouveau laminoir et des fours sidérurgiques électriques d'une capacité totale de 2 millions de t/an d'acier.
En 2009, Metalloinvest et Rosnedra ont signé un accord de licence (bail minier) pour le développement de la mine de cuivre Udokan.
L’État russe accorde des garanties financières à Lebedinsky GOK, Mikhailovsky GOK, OEMK et à Ural Steel.
En 2010, Metalloinvest est le premier métallurgiste russe et la première société minière être enregistrés selon les normes REACH. Ses réserves prouvées et probables de minerai de fer ont été réévaluées à la hausse (passant de 13,8 milliards de tonnes à 14,9 milliards de tonnes, selon la classification internationale JORC (Mineral resource classification). OEMK (Oskol Elektrometallurgical Plant) a terminé son usine de finition.
En 2011, Metalloinvest signe un protocole de responsabilité sociale pour l'entreprise. Le groupe obtient un crédit de pré-export de 3,1 milliards USD. Metalloinvest fait une première émission obligataire (pour 750 millions de dollars pour cinq ans à un taux nominal de 6,5 %/an). Le ministère russe des Transports et l'administration de la région de Krasnodar signent un accord de coopération avec l'entreprise pour la construction du port international de marchandises à Taman dans la péninsule de Taman (alors programmé pour fin 2015) et connecté à un pipeline de TogliattiAzot.
En 2012, un accord est passé avec Linde (Allemagne) pour construire dans l'OEMK une nouvelle « unité de production d'oxygène » de plus de 20 000 Am3/h avec une technique cryogénique de séparation. Metalloinvest contractualise aussi avec Siemens (branche : Siemens Metals Technologies et devient partenaire dans le consortium Midrex Technologies pour développer sa production de minerai de fer briqueté à chaud (HBI) à Goubkine près de la mine de Lebedinsky GOK, cette unité devenant la plus grande du monde (1,8 million de t/an de capacité). Metalloinvest profite du marché du carbone pour vendre ses droits à polluer (Emission Reduction Units ou ERUs) reçus en 2008 et 2009 dans le cadre du Protocole de Kyoto et annonce qu'elle utilisera ces fonds pour moderniser ses usines afin de réduire son impact environnemental. Ural Steel a lancé une unité de production et compression d'oxygène et un dégazeur à vide pour son four à arc électrique.
En 2013, A. Ousmanov est encore le principal actionnaire du groupe (60 % des parts en 2013) ; Le reste des parts est détenu par deux autres actionnaires : la famille d'Andrey Skoch (député russe à la Douma) (30 % des actions), et Vassili Anissimov (10 %).
En ce qui concerne ses activités de production industrielle, le groupe rassemble principalement
- une division minière répartie sur deux sites : Lebedinsky GOK à Goubkine, et  Mikhailovsky GOK à Jeleznogorsk). Ces deux unités ont livré au 4e trimestre 2012 a 7,3 millions de t de minerai (autant qu'en 2011[9]). 
En 2012 50,8 % du minerai était destiné à la production intérieure russe de « pellets », d'acier et de fonte, dans le cadre de « contrats à long terme » ; 
La production annuelle a été d'environ 38 millions de tonnes en 2008, 31,7 en 2009, 36,8 en 2010, 40,1 en 2011, 39,8 en 2012. 
La production de pellets a été de 20,0 millions de tonnes en 2008, 19,4 en 2009, 22 en 2010, 22,4 en 2011, 22,6 en 2012[10].
- une division acier (Oskol Elektrometallurgical Plant (OEMK) et Ural Steel). 
La production d'acier brut a été de 6,4 millions de tonnes en 2008, 6,5 en 2009, 6,1 en 2010, 5,8 en 2011, 5,6 en 2012[10].

Les commandes proviennent surtout du marché intérieur ; puis les clients principaux sont en Chine, Europe et dans le reste de l'Asie. La Chine prend une importance croissante depuis 2008.

## Projets de fusion?
En dépit des lois antitrust, et semble-t-il avec l'accord du gouvernement russe, Metalloinvest avaient annoncé vouloir s'associer à Rusal contrôlé par l'oligarque Oleg Deripaska (l'un des principaux groupes russes de l'Aluminium) et à Norilsk (leader pour le nickel et le palladium, qui se disait prêt à acheter 25 % plus une action du groupe sidérurgiste d'Alicher Ousmanov, alors que Gallagher, le fonds d'investissement d'Ousmanov, voulait racheter 10 % de Norilsk). Les trois groupes auraient ainsi pu former un groupe géant en Russie (après une entrée à la bourse de Londres en 2008 qui ne s'est finalement pas faite). Si ce groupe s'était constitué, il aurait dominé le marché du nickel et des platinoïdes et métaux précieux, de l'acier et de l'aluminium et aurait peut-être pu rivaliser en taille avec le brésilien Vale, l'anglo-australien BHP Billiton et Rio Tinto, mais cet élan a été freiné par la « crise de 2008 » et des conflits entre industriels ainsi que des difficultés à évaluer la valeur financière de ces entreprises.
Il a été question en 2009 de retirer Rusal trop endetté du projet de fusion et d'ajouter 5 autres entreprises au projet de regroupement : Evraz et Mechel (ou Russneft et Raspadaskaya), le producteur d'engrais Uralkali et le producteur de titane VSMPO-AVISMA (entreprise d'État). Selon le journal Vedomosti, ce projet aurait été abandonné par Dimitri Medvedev début 2009. En 2011, Metalloinvest a acheté environ 4 % de Norilsk Nickel.

## Gouvernance
Le PDG est Andrei V. Varichev et le conseil d'administration est actuellement présidé par Ivan Streshinsky.
Le groupe donne peu d'information sur sa stratégie environnementale ou sociale et la gouvernance interne (Corporate Governance) n'est pas détaillée par le site internet du groupe, qui mi-2013 précisait simplement que Metalinvest a comme priorité une « gouvernance d'entreprise efficace (...) La Société apporte son système de gouvernance d'entreprise répondant aux meilleures pratiques globales et aux standards généralement acceptés. Une structure de gouvernance efficace et transparente contribue à l'établissement de relations ouvertes et loyales avec les consommateurs, les fournisseurs, les institutions financières et les organismes gouvernementaux. »

## Structuration de la compagnie (filiales, etc.)
- Holding Company Metalloinvest est basée à Moscou ;
- Metalloinvest ;
- Metalloinvest Finance, créé le 27 mai 2011 à Dublin (Irlande ; C'est un fonds commun de créances construit comme société privée à responsabilité limitée (en vertu de la législation irlandaise mise à jour en 2009). Cette entité est une filiale en propriété exclusive de Metalloinvest Holding (Cyprus), qui est elle-même filiale en propriété exclusive de la société Holding Company Metalloinvest. Elle a été créée pour réunir des capitaux par l'émission de titres de créance négociable (titrisation ; debt securities).
- MetallinvestLeasing CJSC (MIL CJSC) créé en 2005 pour proposer en leasing, à d'autres entreprises, métallurgiques notamment, des véhicules (routiers, ferroviaires), des équipements technique. Se présente en 2013 comme la 20e compagnie de leasing la plus importante en Russie.

Dans le domaine minier
- Lebedinsky Mining and Processing Integrated Works/Lebedinsky GOK ou « LGOK » (mine Lebedinsky)  ouverte en 1967 par le gouvernement de l'URSS à Gubkin dans l'oblast de Belgorod à 600 km environ au sud-ouest de Moscow, avec installation sur place en 1972 d'une usine de concentration. Cette mine produit (en 2011) 21 % du besoin en minerai et concentré (concentré à 69,5 %) de fer de toute la Russie[17],[18] ;
- Mikhailovsky Mining and Processing Integrated Works/Mikhailovsky GOK  à Zheleznogorsk, Kursk Oblast; another 20% share of the domestic iron ore market.
- Baikal Mining Company, ou BMC. Cette filiale est détenue à 100 % par le complexe de "Mikhailovsky GOK" (MGOK). Elle a été créée pour exploiter un vaste gisement de cuivre (Udokan copper deposit) opportunément situé près de la frontière chinoise à l'est de la Sibérie. La licence a été obtenue en juin 2010, après que le groupe eut dépensé en septembre 2008 1/2 milliard de dollars pour acheter le site[14].
- Nautilus Minerals (Brisbane, Australie) est détenu à 21 % (en 2013) par Metalloinvest. Cette société cotée à la Bourse de Toronto a été créée (la première au monde) pour exploiter les nodules polymétalliques de fonds marins (ou d'autres sulfures massifs) dont en eau profonde « tout en conservant une approche écologiquement et socialement responsable »[19]. Son 1er projet concret (Solwara 1) et lié à un permis (de 20 ans) acquis en 2011 en Papouasie-Nouvelle-Guinée où elle espère pouvoir retirer des quantités rentables d'or, cuivre et argent[20]. Elle a annoncé vouloir obtenir des permis autour des îles Fidji, des îles Tonga, des îles Salomon, Vanuatu et de Nouvelle-Zélande ainsi qu'ailleurs que dans l'océan Pacifique occidental. Des questions complexes d'études d'impacts sur l'environnement et de différends avec l'État indépendant de Papouasie-Nouvelle-Guinée[19] sont encore à résoudre (selon Nautilus, en vertu d'un accord signé en mars 2011, cet État aurait obligation de payer environ 23,5 millions de dollars pour des frais et surcoûts liés au développement du projet Solwara 1 jusqu'à janvier 2011 et à verser des contributions en capital de l'entreprise au prorata (au titre des frais de développement de projets ultérieurs qui, à la fin septembre 2012 ont totalisé environ 51,5 millions de dollars, hors intérêts). Le matériel de collecte doit être construit (par Soil Machine Dynamics (SMD) au Royaume-Uni. Le conseil d'administration de Nautilus a décidé de mettre fin à la construction de son système de production sur le fond marin en annulant toutes les ententes avec les fournisseurs concernés selon des dispositions relatives à la résiliation sans pénalité[19].

Sidérurgie
- Complexe industriel Ural Steel basé à Novotroïtsk dans l'Oblast d'Orenbourg, grande usine russe intégrée de production d'acier ;
- Oskol Electrometallurgical Integrated Works  (ou Oskolmet) basé à Stary Oskol dans l'Oblast de Belgorod. Ce complexe produit du matériel d'aciérie électrique[21] ;
- Oskol Trading Metallurgical Company LLC  à Moscou ;
- Metalloinvest Trading AG (ou MIT AG), créée en 2008 comme bras armé de Metalloinvest consacré à l'exportation de minerai de fer et d'acier ou produit à base d'aciers[14];
- Moldova Metallurgical Plant (MMP) large electric steel manufacter; MMP.

Dans le domaine de l'ingénierie mécanique
- ORMETO – YUMZ Mechanical Engineering Group of Companies à Orsk, Orenburg Oblast ; metallurgy, mining and energy engineering; industrial equipment manufacture

Dans le domaine de la distribution et autres…
- City institution for designing metallurgical plants LLC, nommé en 2005 GIPROMEZ LLC et devenu (selon Metalloinvest) l'un des leaders russes en termes de consultant et d'ingénierie dans le domaine du design (au sens large, c'est-à-dire du business plan à la construction) ou de la restructuration d'installations de traitement ou production de métaux ferreux (sidérurgie, laminage…) et plus largement de design de transports, services publics…
- Metalloinvesttrans, consacré aux activités de transport, transports par rail, terminaux portuaires ;
- OJSC Tulachermet ;

## Concurrents
Pour le marché domestique russe, les principaux concurrents sont 
- Evraz Group
- Novolipetsk Steel.

## Résultats économiques
En dépit d'un endettement important ou grâce à cet endettement, le résultat net (ou bénéfice net au sens fiscal) a été selon l'entreprise de 0,3 milliard d'US dollars en 2008, 0,4 en 2009, 1,2 en 2010, 1,4 en 2011 et 1,7 en 2012.
les dividendes déclarés par les trois actionnaires (total) ont été de 211, 267 et 290 millions d'US dollars, respectivement pour 2009, 2010 et 2011.